# IPhone SE (1re génération)
Pour un article plus général, voir iPhone.
Pour les articles homonymes, voir iPhone SE et iPhone (homonymie).
L'iPhone SE (SE pour Special Edition, soit « Édition Spéciale » en français) est un smartphone, modèle de la 9e génération d'iPhone d'Apple, successeur de l'iPhone 6. Il est présenté le 21 mars 2016, lors d'une keynote présenté par Tim Cook à l'Apple Campus de Cupertino. Les précommandes débutent le 24 mars 2016 et les ventes sont lancées le 31 mars 2016. Il est ré-édité, un an plus tard, en mars 2017 avec une capacité de stockage plus importante.
Le smartphone partage la même conception physique et les mêmes dimensions que l'iPhone 5s, mais dispose d'un matériel interne amélioré, notamment le nouveau système sur puce Apple A9, une plus grande capacité de batterie et une caméra arrière avec 12 Mpx qui peut enregistrer jusqu'à un format de 4K en vidéo à 30 images par seconde.
Son successeur, l'iPhone SE 2 de deuxième génération, est annoncé le 15 avril 2020 et est commercialisé le 24 avril 2020.

## Lancement
Des rumeurs concernant un téléphone plus petit, de type iPhone 5S, avec des composants plus récents commencent à circuler en 2015. Des noms tels que « iPhone 5se », « iPhone 7 Mini », « iPhone 6c », et « iPhone SE » (qui est le nom correct du téléphone) circulent. Apple déclare lors de l'événement « Let us loop you in event » le 21 mars 2016 que plus de 30 millions d'iPhone en version 4 pouces sont vendus en 2015, expliquant en outre que certaines personnes aiment les téléphones plus petits. Plus tard lors de l'événement, ils présentent l'iPhone SE, le décrivant comme « le plus puissant des petits smartphones »,.
Aucun successeur n'est annoncé lors de l'événement spécial du 12 septembre 2018, et Business Insider déclare que la firme américaine fait une grosse erreur en retirant de sa gamme son iPhone le plus petit et le plus abordable, suggérant que la société ne tient pas compte d'un nombre important de clients qui s'inquiètent de la disparition de ce petit modèle.
En ce qui concerne la discontinuation du smartphone, Quartz mentionne le 22 septembre 2018 que « des femmes et d'autres utilisateurs de smartphones ayant des mains plus petites font état de douleurs dues à la prise en main, au défilement et au glissement des téléphones, et un examen des recherches sur l'ergonomie des appareils portables conclut que les produits de grande taille, comme les gros téléphones et les tablettes, entraînent souvent une extension excessive du pouce et du poignet, ce qui laisse supposer des microtraumatismes répétés, et que les smartphones surdimensionnés en général peuvent être physiquement inutilisables pour certains utilisateurs ». Le site web de technologie Gizmodo partage le même avis, espérant qu'« il y aura un retour à des téléphones plus petits, et a exprimé le désir de tenir son téléphone dans une seule main, et de pouvoir l'utiliser pleinement ».
Le 19 janvier 2019, le smartphone est de nouveau en vente mais est vendu rapidement dès le lendemain.
Le 15 avril 2020, une deuxième génération, l'iPhone SE 2 est annoncée. Si ce nouvel SE offre une densité de pixels équivalente (326 ppp), il est par contre plus grand (4,7" contre 4" seulement pour le SE de 1re génération).

## Fin de commercialisation
Le téléphone n'est plus produit et n'apparaît plus sur le site d'Apple depuis le 12 septembre 2018 lorsque Apple a annoncé l’iPhone XR et l’iPhone XS.

## Composition

### Écran
Son écran est un Écran Retina de 4 pouces avec une résolution de 1 136 × 640 pixels. La surface de l'écran est recouverte d'un revêtement oléophobe résistant aux traces de doigts et aux rayures. Il dispose également d'un système Touch ID.

### Appareil photo
Il est équipé du même « appareil photo » iSight de 12 Mpx que son prédécesseur, fabriqué par Sony. Il est capable d'enregistrer des vidéos en 720p avec 240 images par seconde, en 1080p avec 120 ou 60 images par seconde et en 4K UHD avec 30 images par seconde.

### Connectivité
Contrairement à son successeur, il possède une prise jack et une prise Lightning.

### Processeur et mémoire
Le smartphone est doté d'un processeur SoC Apple A9 et d'un co-processeur Apple M9 qui permet la Communication en champ proche pour Apple Pay.
Ses capacités de stockages sont de 16 Go, 32 Go, 64 Go et 128 Go.

## Conception

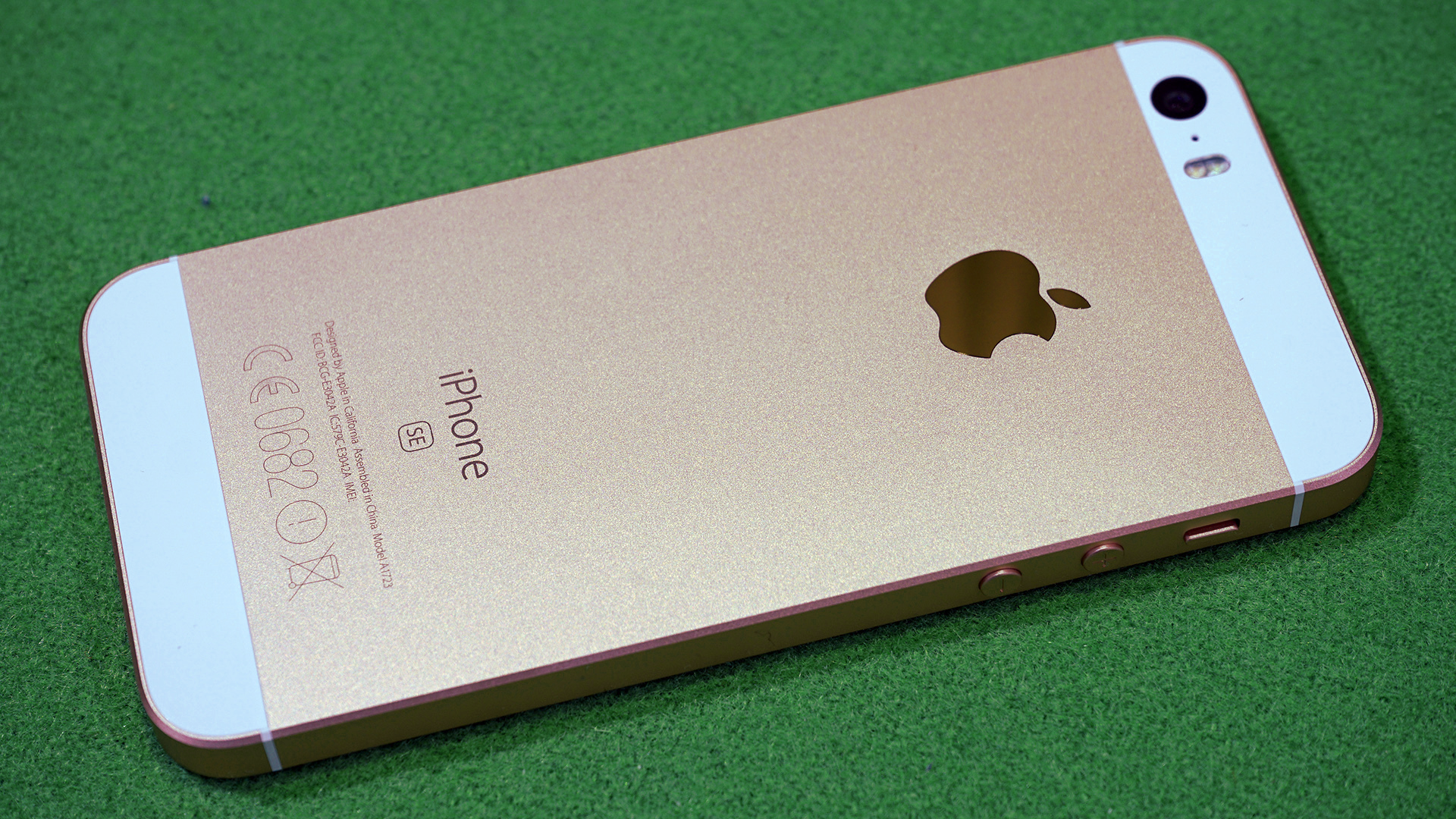
Iphone SE

La conception extérieure est presque identique à celui des iPhone 5 et 5s, à l'exception des bords mats biseautés et du logo en acier inoxydable inséré à l'arrière. Le smartphone partage les mêmes dimensions physiques, de sorte que les étuis conçus pour ses prédécesseurs peuvent également être utilisés. Avec une masse totale de 113 grammes, le téléphone est l'un des modèles d'iPhone les plus légers commercialisés. Avec les iPhone 6 et 6s, ce sont les derniers modèles à être équipés d'une prise jack de 3,5 mm.
Le smartphone est disponible en quatre couleurs : or, or rose, argent et gris sidéral.

## Logiciel
Il est fourni avec iOS 9.3 et comporte des nouveautés telles que Apple Pay, Live Photos, Retina Flash et une activation de Siri sans toucher le smartphone.
Le Live Photos, permet d'obtenir de courts instants précédant et suivant la prise de la photo. Le Retina Flash est un flash de l'appareil photo avant pouvant prendre des selfies dans l'obscurité.
Avec ses prédécesseurs, il supporte la mise à jour iOS 13, comprenant le mode sombre, iOS 14, incluant une bibliothèque d'applications et iOS 15 est la dernière version majeure. Il a moins de nouveautés que certains iPhones pour qu’il soit compatible avec iOS 15,.

## Réception
Les critiques sont plutôt positives. Le site CNET décrit le smartphone comme performant, doté d'une autonomie solide et acclame la qualité photographique mais déplore une rapide surchauffe de l'appareil.

## Obsolescence
Apple reconnaît à partir de 2017 avoir mis à jour le logiciel des iPhone 6, 7 et SE pour limiter l'efficacité de leur processeur afin de préserver leur batterie en cas de dégradation de celle-ci. En 2020, l'entreprise verse 113 millions de dollars à 33 États américains qui la poursuivaient, « estimant qu’Apple avait trompé ses clients et aurait dû remplacer les batteries ou communiquer sur ce problème ».

## Impact environnemental
Selon un rapport d'Apple sur le cycle de vie des smartphones, l'iPhone SE dépense environ 75 kg de CO2 dont 82 % pour la production.
L'emballage est composé à 90 % de matières recyclées.